# Ronart Cars

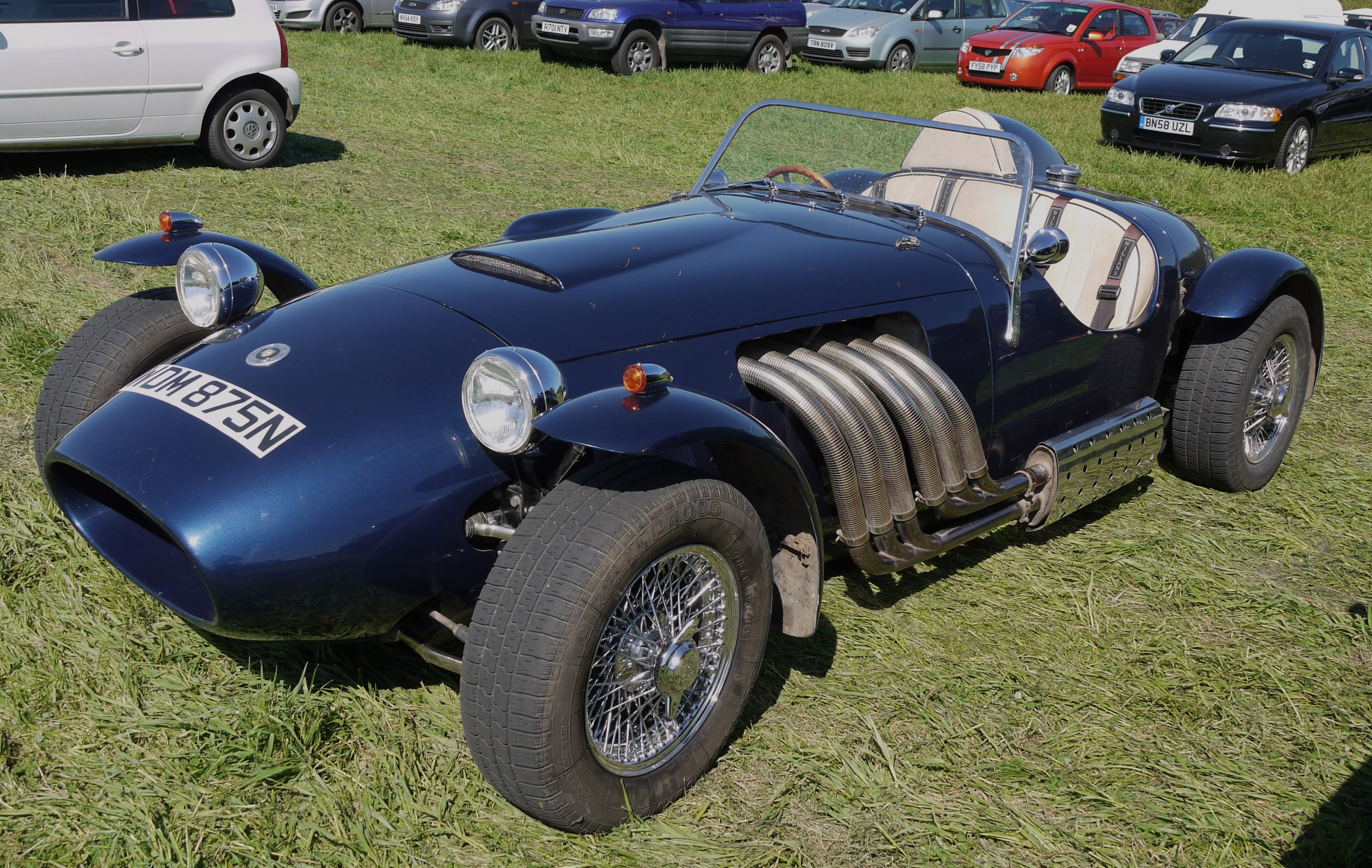
Ronart W 152

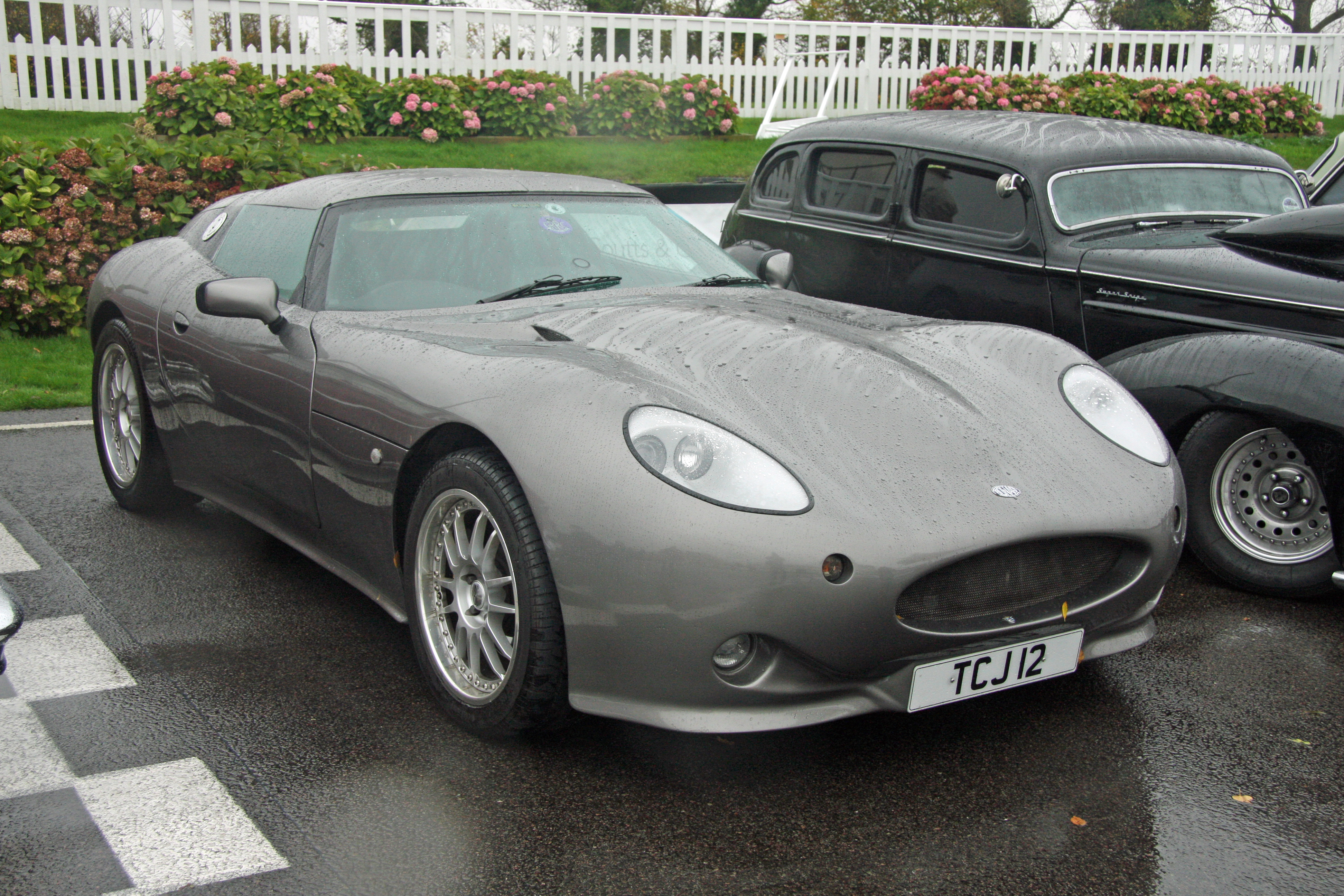
Ronart Lightning

Ronart Cars Ltd ist ein britischer Hersteller von Automobilen.

## Unternehmensgeschichte
Arthur Wolstenholme präsentierte bereits 1984 einen Prototyp auf der National Classic Car Show. 1987 gründete er zusammen mit seiner Frau Rona das Unternehmen Ronart Cars und begann mit der Produktion von Automobilen. Der Markenname Ronart ist aus den Vornamen der Eheleute zusammengesetzt. Der Firmensitz befindet sich in London und das Werk in Peterborough. Zwischen 2006 und 2008 war Vanwall Cars, ebenfalls unter Leitung von Wolstenholme, für die Produktion zuständig.

## Fahrzeuge
Der W 152 ähnelt Rennwagen aus den 1950er Jahren. Die Basis bildet ein Gitterrohrrahmen, ursprünglich von Spyder Engineering entworfen. Die offene Karosserie besteht wahlweise aus mit Glas- oder Aramidfasern verstärktem Kunstharz oder aus Aluminium. Verschiedene Sechszylinder-Reihenmotoren und V12-Motoren von Jaguar Cars sowie ein V8-Motor von Rover standen in der Vergangenheit zur Wahl. Ein Fahrzeug erhielt sogar einen V16-Motor. Der deutsche Importeur U. Klausmann & R. Lamsfuß GbR aus Hausach bot das Fahrzeug 1993 zu Preisen ab 15.000 DM für den Bausatz bzw. zu 111.000 DM für ein Komplettfahrzeug an. Bisher entstanden etwa 110 Fahrzeuge.
Zwischen 1999 und 2003 entstanden vier GP Racer mit V8-Motor und zwei Sitzen hintereinander.
2002 erschien der Lightning. Ein V8-Motor vom Ford Mustang mit 4600 cm³ Hubraum und 325 PS bis 440 PS sorgte für den Antrieb.